# Toni Rajala
Toni Rajala (29 de março de 1991) é um jogador de hóquei no gelo finlandês. Atualmente joga pelo EHC Biel da Liga Nacional (NL).
Rajala começou a jogar hóquei júnior com o Ilves Tampere em 2005-06. Em 2007-08, subiu para o nível Junior A da SM-Liiga, somando 35 pontos em 33 jogos. Ele se tornou profissional com Ilves em 2008-09, somando 5 pontos em 21 jogos durante sua temporada de estreia profissional na SM-Liiga. Ele foi selecionado em 101º no geral pelo Edmonton Oilers no Draft de 2009 da National Hockey League. Nos Jogos Olímpicos de Inverno de 2022 em Pequim, conquistou a medalha de ouro no torneio masculino.